# Bannans
Bannans là một xã trong vùng hành chính Franche-Comté, thuộc tỉnh Doubs, quận Pontarlier, tổng Pontarlier. Tọa độ địa lý của xã là 46° 53' vĩ độ bắc, 06° 14' kinh độ đông. Bannans nằm trên độ cao trung bình là 811 mét trên mặt nước biển, có điểm thấp nhất là 808 mét và điểm cao nhất là 873 mét. Xã có diện tích 11.56 km², dân số vào thời điểm 2004 là 343 người; mật độ dân số là 30 người/km².

## Thông tin nhân khẩu
| 1962 | 1968 | 1975 | 1982 | 1990 | 1999 |
| ---- | ---- | ---- | ---- | ---- | ---- |
| 236  | 237  | 205  | 254  | 296  | 311  |

## Địa điểm tham quan
Nhà thờ được xây dựng trong năm 1725. Trong trung tâm là một vài ngôi nhà từ thế kỉ 18 và thế kỉ 19.